# Арахісовий пиріг
Арахісовий пиріг (англ. peanut pie), іноді званий «пекановим пирогом бідняків» (poor man's pecan pie), є пиріг, типовий для кухні півдня Сполучених Штатів, включаючи регіон Тайдвотер, де арахіс є звичною культурою. У Північній Кароліні це була стандартна страва, яку подавали на сімейні зустрічі або церковні заходи.

## Походження
Походження арахісу сягає Перу. У Європу він був завезений іспанцями, а потім поширився до Африки та Азії. Арахіс прибув до Північної Америки в XVIII столітті з африканськими рабами. Спочатку арахісовий пиріг вважався їжею рабів, але до 1940-х років арахіс став широко вживатися, а в рекламі кукурудзяного сиропу (використовується для приготування солодкої липкої начинки для пирога) стверджувалося, що пироги з арахісовою начинкою можуть змусити найкрутішого янкі почати робити вам компліменти з південним акцентом». Пиріг був популярний у Вірджинії та Північній Кароліні.

## Приготування
Солодка начинка готується з кукурудзяного сиропу, цукру та яєць, подібно до того, як готується начинка для пеканового пирога. Замість кукурудзяного сиропу іноді використовують патоку, сорго, чистий тростинний або кленовий сироп. Деякі рецепти включають жирні вершки або вершковий сир у начинці, в той час як інші можуть включати шоколад, каєнський перець, корицю, мускатний горіх або бурбон. Зазвичай поверхня пирога викладається половинками арахісу. Готовий пиріг подається теплим і може бути прикрашений збитими вершками, десертним соусом або подаватись à la Mode (з морозивом). Його можна приготувати у вигляді окремих міні-пирогів та заморозити.